# Rai Benjamin
Pour les articles homonymes, voir Benjamin.
Rai Benjamin, né le 27 juillet 1997 à Mount Vernon, est un athlète américain, spécialiste du 200 m, du 400 m et du 400 m haies. Sur cette dernière épreuve, il est champion olympique à Paris en 2024 et vice-champion olympique à à Tokyo en 2021. Il est également vice-champion du monde à Doha en 2019 et à à Eugene en 2022.
Avec le relais 4 x 400 m, il est double champion olympique en 2021 et 2024, et double champion du monde en 2019 et 2023. Il détient le deuxième meilleur temps de l'histoire du 400 m haies en 46 s 17, établit lors de la finale  des Jeux olympiques d'été à Tokyo.

## Biographie

### Débuts
Né aux États-Unis, Rai Benjamin participe aux championnats du monde jeunesse 2013 sous les couleurs d'Antigua-et-Barbuda d'où sont originaires ses parents. Il est autorisé à concourir pour les États-Unis à partir du 2 octobre 2018. 
Il remporte les titres du 400 m haies et du relais 4 x 400 m lors des championnats NCAA 2018. Lors de cette année, il descend pour la première fois de sa carrière sous les 20 secondes sur 200 m (19 s 99 le 30 juin à Paris), sous les 45 secondes sur 400 m (44 s 74 le 21 avril à Torrance) et sous les 48 secondes sur 400 m haies (47 s 02 le 8 juin à Eugene, troisième performance de tous les temps sur la distance).

### Champion du monde du 4 x 400 m et médaillé d'argent sur 400 m haies à Doha (2019)
Le 20 avril 2019, lors des Mt. SAC Relays, il porte son record personnel sur 400 m à 44 s 31. Le 18 mai, il est nettement battu par le Qatarien Abderrahman Samba lors du 400 m haies du meeting de Shanghai (47 s 80 contre 47 s 23 pour le Qatarien) mais se reprend le 30 juin à Palo Alto lors de la Prefontaine Classic où il s'impose dans le temps de 47 s 16, record du meeting. Il confirme le 27 juillet lors des sélections américaines pour les Mondiaux en terminant vainqueur en 47 s 23 devant TJ Holmes. Le 29 août, à l'occasion du 400 m haies des finales de la Ligue de diamant à Zurich, il termine deuxième derrière Karsten Warholm en 46 s 98, améliorant ainsi son record personnel et devenant le troisième athlète de l'histoire à passer sous la barrière des 47 secondes. 
Aux championnats du monde de Doha le 30 septembre, il décroche la médaille d'argent sur 400 m haies en 47 s 66 derrière encore une fois le Norvégien Karsten Warholm et devant le Qatarien Abderrahman Samba. Lors de ces mêmes championnats, il gagne la médaille d'or du relais 4 x 400 m en compagnie de Fred Kerley, Michael Cherry et Wilbert London, devant la Jamaïque et la Belgique.

### Vice-champion olympique et deuxième performance de tous les temps sur 400 m haies (2021)

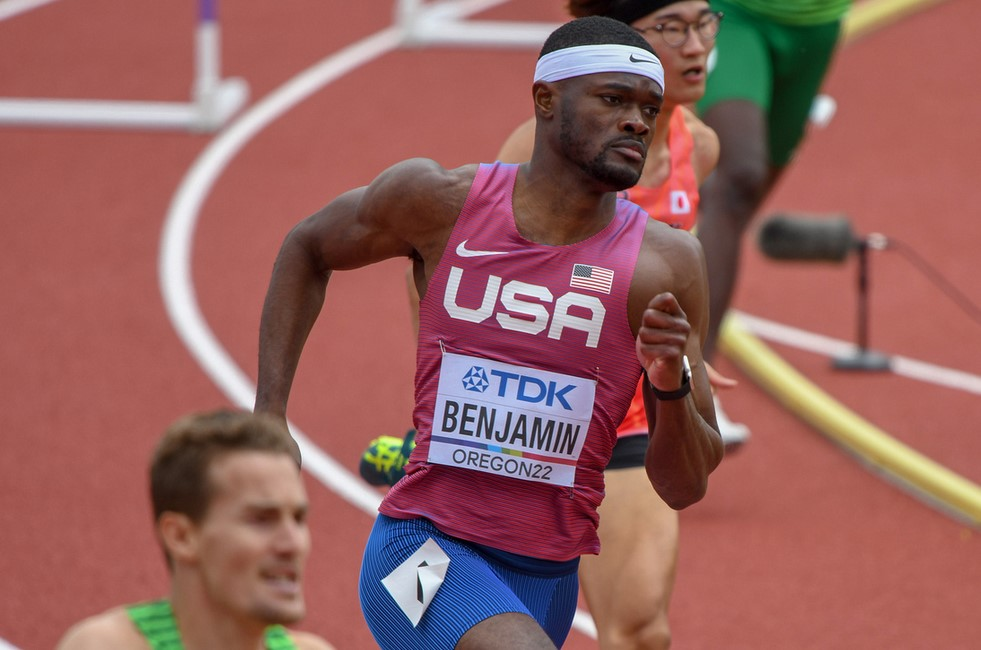
Lors des championnats du monde 2022.

Lors des sélections olympiques américaines disputées à Eugene en juin 2021, Benjamin frappe fort sur le 400 m haies en établissant la deuxième performance de l'histoire en 46 s 83, à seulement cinq centièmes de seconde du record du monde de Kevin Young réalisé en 1992. Le record de Young sera finalement battu début juillet par Karsten Warholm en 46 s 70.
Aux Jeux olympiques de Tokyo, il réalise en finale le temps fabuleux de 46 s 17, un chrono largement inférieur au record du monde précédent, mais doit tout de même laisser la médaille d'or à Warholm qui pulvérise son record du monde de 76 centièmes pour l'établir à 45 s 94. Avec 46 s 17, l'Américain établit malgré tout la deuxième performance de tous les temps, un nouveau record national et un nouveau record d'Amérique du Nord. Quatre jours plus tard, il est sacré champion olympique du relais 4 × 400 mètres en compagnie de Michael Cherry, Michael Norman et Bryce Deadmon.

### Nouvelles médailles planétaires à Eugene et Budapest (2022-2023)
Lors des championnats du monde de Eugene en 2022, l'Américain réalise son meilleur temps de l'année en 46 s 89 mais doit se contenter une nouvelle fois de l'argent, battu cette fois par le Brésilien Alison dos Santos, vainqueur en 46 s 29.
Aux Mondiaux de Budapest en 2023, Benjamin se pare de bronze sur 400 m haies, la troisième breloque de sa carrière sur cette épreuve, derrière Karsten Warholm et Kyron McMaster. Il participe ensuite au relais 4 x 400 m en qualité de dernier relayeur, aux côtés de Quincy Hall, Vernon Norwood et Justin Robinson, s'offrant la médaille d'or devant la France et la Grande-Bretagne. Sa saison se conclut à Eugene à l'occasion des finales de la Ligue de diamant, où il s'impose en 46 s 39, meilleure performance mondiale de l'année et quatrième chrono de l'histoire.

### Titres olympiques
En 2024, Rai Benjamin remporte les sélections olympiques américaines en 46 s 46, meilleure performance mondiale de l'année. Il dispute le meeting Herculis, où il bat Karsten Warholm et Alison dos Santos en courant en 46 s 67.
Aux Jeux olympiques de Paris, dans l'une des finales les plus attendues, il s'impose en 46 s 46. Il remporte également l'or au relais 4 × 400 mètres en tant que dernier relayeur, avec ses coéquipiers Christopher Bailey, Vernon Norwood et Bryce Deadmon, en réalisant 2 min 54 s 43, un record olympique, à quatorze centièmes du record du monde.

## Palmarès

### International
| Date | Compétition           | Lieu             | Résultat | Épreuve     | Temps         |
| ---- | --------------------- | ---------------- | -------- | ----------- | ------------- |
| 2019 | Ligue de diamant      | Ligue de diamant | 2e       | 400 m haies | 46 s 98       |
| 2019 | Championnats du monde | Doha             | 2e       | 400 m haies | 47 s 66       |
| 2019 | Championnats du monde | Doha             | 1er      | 4 × 400 m   | 2 min 56 s 69 |
| 2021 | Jeux olympiques       | Tokyo            | 2e       | 400 m haies | 46 s 17       |
| 2021 | Jeux olympiques       | Tokyo            | 1er      | 4 x 400 m   | 2 min 55 s 70 |
| 2022 | Championnats du monde | Eugene           | 2e       | 400 m haies | 46 s 89       |
| 2023 | Championnats du monde | Budapest         | 3e       | 400 m haies | 47 s 56       |
| 2023 | Championnats du monde | Budapest         | 1er      | 4 × 400 m   | 2 min 57 s 31 |
| 2023 | Ligue de diamant      | Ligue de diamant | 1er      | 400 m haies | 46 s 39       |
| 2024 | Jeux olympiques       | Paris            | 1er      | 400 m haies | 46 s 46       |
| 2024 | Jeux olympiques       | Paris            | 1er      | 4 × 400 m   | 2 min 54 s 43 |
| 2025 | Bauhaus-Galan         | Stockholm        | 1er      | 400 m haies | 46 s 54       |
| 2025 | Meeting de Paris      | Paris            | 1er      | 400 m haies | 46 s 93       |

### National
- Championnats des États-Unis d'athlétisme :
  - Plein air : vainqueur du 400 m haies en 2019, 2021, 2022, 2023, 2024

## Records

### Records personnels
| Épreuve     | Temps        | Lieu        | Date         |
| ----------- | ------------ | ----------- | ------------ |
| 200 m       | 19 s 99      | Paris       | 30 juin 2018 |
| 400 m       | 44 s 21      | Los Angeles | 8 avril 2023 |
| 400 m haies | 46 s 17 (AR) | Tokyo       | 3 août 2021  |

### Meilleures performances par année
| Année | 200 m   | 400 m   | 400 m haies |
| ----- | ------- | ------- | ----------- |
| 2013  | 22 s 39 | 49 s 55 | 53 s 95     |
| 2014  | 20 s 88 | 47 s 17 | 51 s 86     |
| 2015  | 21 s 09 | 46 s 19 | 49 s 97     |
| 2016  | 21 s 17 | 47 s 57 | 49 s 82     |
| 2017  | 20 s 64 | 45 s 72 | 48 s 33     |
| 2018  | 19 s 99 | 44 s 74 | 47 s 02     |
| 2019  | —       | 44 s 31 | 46 s 98     |
| 2021  | 20 s 16 | 44 s 97 | 46 s 17     |
| 2022  | 20 s 01 | —       | 46 s 89     |
| 2023  |         | 44 s 21 |             |
| 2024  |         | 44 s 42 | 46 s 46     |